# 靴下ぬぎ子
靴下 ぬぎ子（くつした ぬぎこ）は、日本の漫画家。

## 経歴
2015年、コミックリュウ（徳間書店）の新人コンペ企画「登龍門」第5回にて1位になり、連載権を獲得。同年1月号より「ソワレ学級」がスタートする。
2017年、「ソワレ学級」連載終了と同時にドイツへ移住。
2019年、移住経験を元にしたフィクション作品「思えば遠くにオブスクラ」の連載をエレガンスイブ（秋田書店）で開始する。
2024年より、 建築知識（エクスナレッジ）にて「ツーちゃんのネスト紀行」の連載を開始。

## 作品リスト
単行本
- ソワレ学級（徳間書店）全2巻
- 思えば遠くにオブスクラ（秋田書店）全2巻

美術デザイン
- ポケモン短編アニメ「ふぶきのなつやすみ」（ポケモン Kids TV）[3]

## 受賞
第25回文化庁メディア芸術祭 マンガ部門 審査委員会推薦作品（「思えば遠くにオブスクラ」）